# Parc naturel régional de Porto Venere
Le parc naturel régional de Porto Venere est un parc naturel situé dans la province de La Spezia, en Ligurie, dans le nord-ouest de l'Italie. Il comprend le territoire de la commune de Porto Venere, ainsi que les îles de Palmaria, du Tino et du Tinetto.
Depuis 1997, le parc de Porto Venere, incluant les îles de Palmaria, du Tino et du Tinetto a été inscrit, en même temps que le parc national des Cinque Terre sur la liste du patrimoine mondial de l'humanité de l'UNESCO.

## Histoire
Les premières dispositions pour la protection de la région de Porto Venere datent de la loi régionale no 12 (1985). 
En 1999, peu de temps après la création du parc national des Cinque Terre, a été créé le « Parc naturel régional des caps et des îles du Levant. » 
En 2001, la loi régionale no 30 a créé le parc dans sa forme actuelle. Le parc a été déclaré site du patrimoine mondial sur la liste établie par l'UNESCO.

## Galerie
| - Le centre historique de Porto Venere. - Le campanile de l'église de San Lorenzo. - Une vue du château Doria. |

## Sources de traduction
- (it) Cet article est partiellement ou en totalité issu de l’article de Wikipédia en italien intitulé « Parco naturale regionale di Porto Venere » (voir la liste des auteurs).